# Róbert Bene
Róbert Bene (* 17. Oktober 1995 in Szolnok) ist ein ungarischer Volleyballspieler.

## Karriere
Bene begann im Alter von acht Jahren mit Volleyball. Er spielte zunächst als Angreifer, wurde dann aber wegen seiner Körpergröße zum Libero. Im Nachwuchs erhielt er auf dieser Position mehrere Auszeichnungen. Er kam auch in der Juniorennationalmannschaft zum Einsatz. 2016 wurde er mit VRC Kazincbarcika ungarischer Vizemeister. Anschließend wechselte er zu Openhouse Szolnok RKSI. Mit dem Verein gewann er 2017 den nationalen Pokal und belegte den vierten Rang in der Liga. 2017/18 spielte der Nationalspieler in Solingen beim deutschen Bundesligisten Bergische Volleys.